# Marco Dreckkötter

Marco Dreckkötter bei einem JaKönigJa-Auftritt in Köln 2005

Marco Dreckkötter (* 13. September 1971 in Nordhorn) ist ein deutscher Musiker und Filmkomponist.

## Leben und Wirken
Seit 1995 ist Marco Dreckkötter Mitglied der Hamburger Band JaKönigJa, mit der er mehrere Alben veröffentlichte. Zudem arbeitete er als Produzent und Arrangeur für die Hamburger Band Die Zimmermänner im Rahmen der Produktion zweier Alben.
Neben seiner Beschäftigung als Musiker arbeitet Marco Dreckkötter seit 2005 als Filmkomponist für viele Kino- und Fernsehproduktionen, darunter für die Regisseure Marvin Kren, Stefan Kornatz, Justus von Dohnányi, Nils Willbrandt und Thomas Stuber. Er war von 1998 bis 2015 bei der Hamburger Firma BluWi Musik und Sounddesign GbR angestellt und ist seit 2015 als freier Filmkomponist tätig.
Marco Dreckkötter wohnt in Hamburg.

## Filmografie (Auswahl)
- 2005: Der Elefant – Mord verjährt nie – Spiegelbilder (Krimiserie)
- 2005: Gespenster
- 2007: Der Mungo (Kurzfilm)
- 2009: Schautag (Kurzfilm)
- seit 2009: Tatort (Fernsehreihe)
  - 2009: Oben und unten
  - 2009: Falsches Leben
  - 2011: Leben gegen Leben
  - 2012: es ist böse
  - 2013: Mord auf Langeoog
  - 2014: Kaltstart
  - 2015: Blutschuld
  - 2015: Verbrannt
  - 2021: Murot und das Prinzip Hoffnung
- 2010: Rammbock
- 2012: Blutadler
- 2013: Mozartbique (Dokumentarfilm)
- 2013: Blutgletscher
- 2015: Desaster
- 2015: Mordkommission Berlin 1 (Fernsehfilm)
- 2016: Pregau – Kein Weg zurück (Miniserie)
- 2017: 4 Blocks (Fernsehserie)
- 2018: Mordkommission Istanbul – Der letzte Gast (Krimireihe)
- 2018: Wo kein Schatten fällt (Fernsehfilm)[2]
- 2018: Landkrimi – Grenzland
- 2020: Freud (Fernsehserie)
- 2020: Big Dating (Fernsehserie)
- 2022: So laut du kannst
- 2022: Another Monday (Fernsehserie)
- 2025: Tod in der Bucht – Ein Kreta-Krimi (Fernsehfilm, TV-Krimi)

## Diskografie

### Solo-Veröffentlichungen
- 2013: Marco Dreckkötter, Stefan Will – Blutgletscher (Soundtrack, Album, CD, Normal Records)

## Auszeichnungen und Nominierungen
- 2016: Nominierung der Deutschen Akademie für Fernsehen in der Kategorie Beste Musik für die Fernfilm Mordkommission Berlin 1
- 2016: Deutscher Fernsehpreis in der Kategorie Beste Musik für den Fernsehfilm Mordkommission Berlin 1
- 2017: Auszeichnung der Deutschen Akademie für Fernsehen in der Kategorie Beste Musik für die Fernsehserie 4 Blocks
- 2018: Nominierung für den Deutschen Fernsehpreis in der Kategorie Beste Musik für die Fernsehserie 4 Blocks